# August Lodewijk Willem Seyffardt

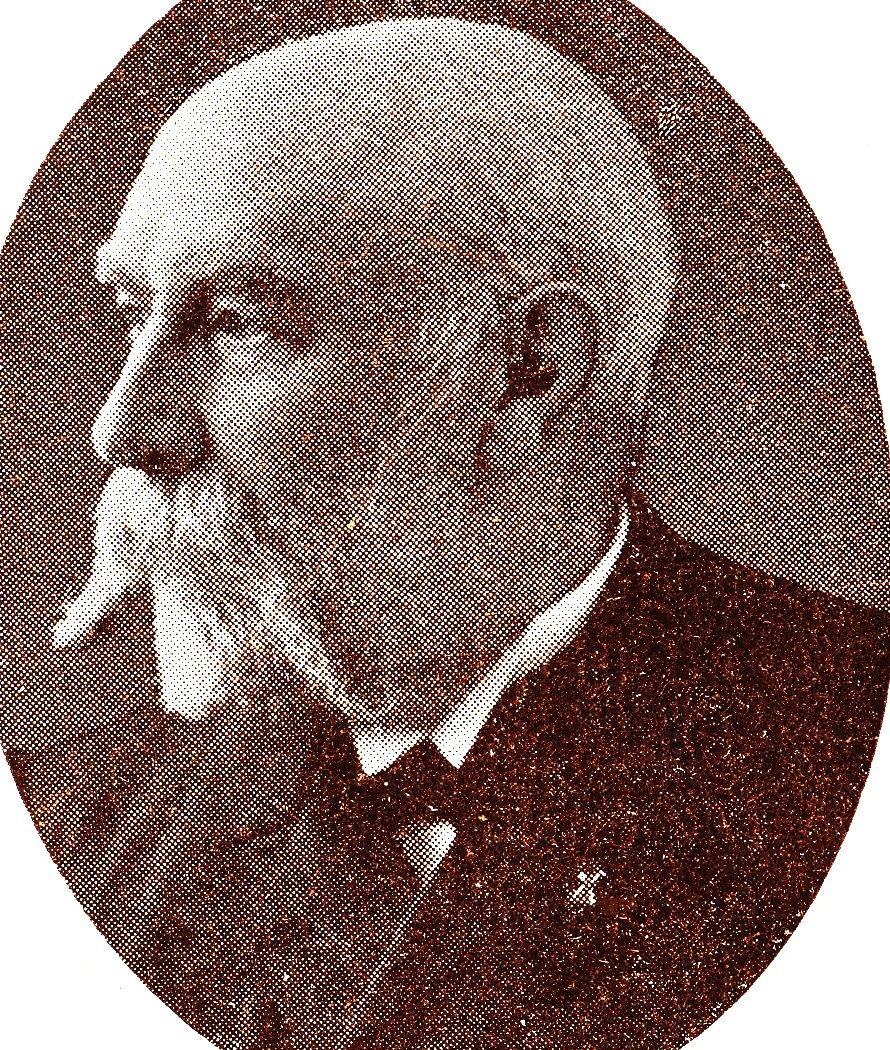
August Lodewijk Willem Seyffardt (1909)

August Lodewijk Willem Seyffardt (* 14. Dezember 1840 in Den Helder, Provinz Noord-Holland; † 10. November 1909 in Den Haag) war ein niederländischer Offizier und Politiker der Liberale Unie, der unter anderem zwischen 1888 und 1891 Mitglied der Zweiten Kammer der Generalstaaten sowie im Kabinett Van Tienhoven von 1891 bis 1894 Kriegsminister war. Als Offizier und Abgeordneter ist er ein starker Verfechter der allgemeinen Dienstpflicht und einer Volksarmee nach Schweizer Vorbild. Er lehnte daher den Entwurf des Heeresgesetzes (Legerwet) des Kabinetts Mackay ab. Als Minister konnte er jedoch nicht viel erreichen, weil er zu sehr idealistisch war. Darüber hinaus hatte er ein schlechtes Verhältnis zu Königinregentin Emma wegen eines Streits über die Ernennung von Offizieren bei den Grenadieren und Jägern.

## Leben
August Lodewijk Willem Seyffardt, dessen Vater Major und Militärgouverneur von Curaçao war, absolvierte eine Offiziersausbildung und war zwischen dem 1. September 1885 bis Mai 1888 Chef des Stabes des Kommandanten der Neuen Niederländischen Wasserlinie NHW (Nieuwe Hollandse Waterlinie), eine wichtige Verteidigungslinie, die einen großen Teil Hollands und die Stadt Utrecht schützte. Am 1. Mai 1888 wurde er für die Liberale Unie für den Wahlkreis Utrecht Mitglied der Zweiten Kammer der Generalstaaten, des Unterhauses des Parlaments (Generalstaaten), und gehörte dieser bis zum 6. Juli 1890 an. Nachdem er zum Oberstleutnant (Luitenant-kolonel) befördert worden war, musste er in einer Nachwahl am 16. September 1890 als Mitglied der Zweiten Kammer der Generalstaaten bestätigt werden und vertrat in dieser bis zum 21. August 1891 erneut den Wahlkreis Utrecht. Im Februar 1891 bot er Königinregentin Emma seinen Rücktritt an, nachdem sie sich im September 1890 geweigert hatte, ein Dekret zur Ernennung eines von Seyffardt ernannten Regimentskommandeurs zu unterzeichnen. Dies führte ebenso zu einem schlechten Verhältnis zur Regentin wie auch ein Streit über die Beförderung einiger Würdenträger des Hofes und deren Ernennung zu Offizieren bei den Grenadieren und Jägern. Bei der Parlamentswahl 1891 verzichtete er auf eine erneute Kandidatur.
Am 21. August 1891 übernahm Seyffardt im Kabinett Van Tienhoven das Amt als Kriegsminister (Minister van Oorlog) und bekleidete dieses bis zum 9. Mai 1894. Als Offizier und Abgeordneter ist er ein starker Verfechter der allgemeinen Übungspflicht und einer Volksarmee nach Schweizer Vorbild. Er lehnte daher den Entwurf des Heeresgesetzes (Legerwet) des Kabinetts Mackay ab. Er legte 1892 einen Gesetzentwurf zur Armeereform vor, dessen Ausgangspunkt hierfür eine allgemeine persönliche Übungspflicht mit kurzer Dienstzeit war. Das jährliche Kontingent der Wehrpflichtigen sollte 11.500 Mann betragen, die neun Jahre lang auf Abruf waren. Die anderen arbeitsfähigen Männer sollten in der lokal organisierten Miliz ausgebildet werden. Des Weiteren sollte ein Landsturm (Landstorm) auch aus Teilen der Miliz (Militie) und Schützenbruderschaften (Schutterij) zusammengestellt werden. Der Vorschlag blieb unvollendet und erlosch 1894 durch die Auflösung des Parlaments. Als Minister konnte er somit nicht viel erreichen, weil er zu sehr idealistisch war.
Am 15. April 1893 wurde er als Oberst der Artillerie (Kolonel der artillerie) außer Dienst (buiten dienst) gestellt, ehe er nach seinem Ausscheiden aus dem Kabinett im Mai 1894 auch als Offizier in den Ruhestand trat. 1894 gehörte er innerhalb der Liberale Unie zu den Unterstützern der nach dem damaligen Innenminister Johannes Tak van Poortvliet Takkian benannten Wahlrechtsreform, bei der es um die Erweiterung des Wahlrechts ging, die von den Liberalen der Liberalen Union vorgeschlagen wurde. Bei einer Nachwahl im Wahlkreis Utrecht unterlag er 1894 dem konservativ-liberalen früheren Außenminister Abraham van Karnebeek, einem Gegner des Takkian. Bei der Parlamentswahl 1897 unterlag er im ersten Wahlgang dem Kandidaten der Römisch-Katholischen ehemaligen Kriegsminister Johannes Willem Bergansius sowie dem konservativ-liberalen Kandidaten und früheren Minister für Wasserwirtschaft, Handel und Industrie Jacob Nicolaas Bastert.
Er war zwischen 1900 und seinem Tode 1909 der von ihm 1899 gegründeten Volksverteidigung (Volksweerbaarheid) sowie 1901 auch Vorstandsmitglied des Niederländischen Evangelischen Vereins (Nederlandse Protestantenbond). Am 12. Oktober 1905 wurde ihm der Titularrang eines Generalmajors (Generaal-majoor titulair) verliehen. Darüber hinaus wurde er für seine Verdienste Kommandeur des Ordens von Oranien-Nassau und bekam außerdem das Ritterkreuz des Ordens vom Niederländischen Löwen verliehen.
Aus seiner Ehe mit Catharina Louisa de Hollander ging der spätere Generalleutnant Hendrik Alexander Seyffardt (1872–1943) hervor.